# Føderationen af Rhodesia og Nyasaland
Føderationen af Rhodesia og Nyasaland, også kaldet Den Centralafrikanske Føderation var en føderation i det sydlige Afrika, der eksisterede fra 1. August 1953 til 31. December 1963. Den bestod af den britiske kolonier Nyasaland (moderne Malawi), Nordrhodesia (moderne Zambia) og Sydrhodesia (moderne Zimbabwe).
Fra at være britiske kolonier, og dermed fuldstændig kontrolleret af Det Forenede Kongerige fik føderationen en vis grad af selvstyre. Nyasaland forlod føderationen i 1962, og da Nordrhodesia gjorde det samme i 1963, var føderationen opløst.
17°51′50″S 31°01′47″Ø / 17.863889°S 31.029722°Ø